# Arambaré
Arambaré är en kommun i Brasilien.   Den ligger i delstaten Rio Grande do Sul, i den södra delen av landet, 1 700 km söder om huvudstaden Brasília. Antalet invånare är 3 693.
Trakten runt Arambaré består till största delen av jordbruksmark. Runt Arambaré är det glesbefolkat, med 8 invånare per kvadratkilometer.